# 모시족

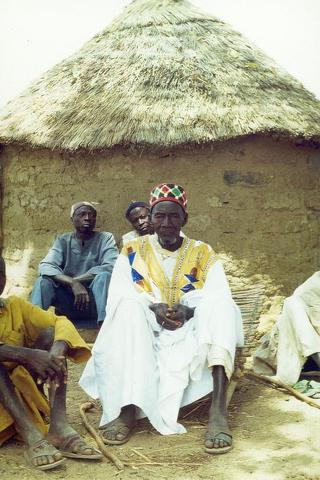
모시족의 한 족장

모시족(Mossi)은 현대 부르키나파소의 볼타강 유역에 주로 거주하는 구르계 민족이다. 모시족은 부르키나파소에서 인구의 52%인 약 1,110만 명을 차지하는 가장 큰 민족 집단이다. 부르키나파소 인구의 나머지 48%는 60개 이상의 소수 민족으로 구성되어 있으며, 주요 집단으로 구룬시족, 세누포족, 로비족, 보보족, 비사족, 풀라니족 등이 있다. 모시족의 언어는 모레어(Mòoré)라고 한다.

## 역사
모시족의 기원은 부르키나파소이지만 상당수의 모시족은 베냉, 코트디부아르, 가나, 말리, 토고를 포함한 이웃 국가에 살고 있다. 2022년 부르키나 파소의 추정 인구는 2천만 명 이상이며 그 중 1천 1백만 명이 모시족이다. 또 다른 200만 명의 모시족이 코트디부아르에 살고 있다.

## 저명한 모시족
- 블레즈 콩파오레: 부키나 파소의 전 대통령 (1987~2014년)
- 폴 앙리 산다오고 다미바: 부키나 파소의 현 대통령
- 질베르 디앵데레: 군인
- 샤를 카보레: 축구 선수
- 로크 마르크 크리스티앙 카보레: 부키나 파소의 전 대통령
- 자카리자 코네: 축구 선수
- 위베르 마가: 베냉의 전 대통령
- 프레쥐스 나쿨마: 축구 선수
- 이시아카 우웨드하우구: 축구 선수
- 세이두 파낭데티기리: 축구 선수
- 조나탕 피트로이파: 축구 선수
- 플로랑 루암바: 축구 선수
- 토마 상카라: 부키나 파소의 전 대통령 (1983~1987년)
- 부바카르 사노고: 축구 선수
- 야야 사노고: 축구 선수
- 에드몽 탑소바: 축구 선수
- 야코바 이삭 지다: 군인
- 뱅자맹 발리마